# Polača (żupania szybenicko-knińska)
Polača – wieś w Chorwacji, w żupanii szybenicko-knińskiej, w mieście Knin. W 2011 roku liczyła 210 mieszkańców.